# Les Belles Années de miss Brodie
Pour plus de détails, voir Fiche technique et Distribution.
Les Belles Années de miss Brodie (The Prime of Miss Jean Brodie) est un film britannico-américain réalisé par Ronald Neame, sorti en 1969.

## Synopsis
Pendant l'entre-deux-guerres, une jeune professeure d’Édimbourg travaillant dans une école pour filles apprend à ses élèves l'amour, la politique et les arts plutôt que les matières traditionnelles. Adepte d'une certaine discipline, elle développe une grande admiration pour Mussolini ainsi que pour Franco. Elle a des liaisons avec deux de ses collègues enseignants, ce qui finit par compromettre sa situation. Pensant pouvoir compter sur le soutien indéfectible de ses élèves préférées, elle s'aperçoit qu'elle ne constitue plus leur préoccupation première, car elles commencent à expérimenter la vie et l'amour par elles-mêmes...

## Fiche technique
- Titre original : The Prime of Miss Jean Brodie
- Titre français : Les Belles Années de miss Brodie
- Réalisation : Ronald Neame
- Scénario : Jay Presson Allen, d'après le roman de Muriel Spark Le Bel âge de Miss Brodie (The Prime of Miss Jean Brodie)
- Décors : John Howell
- Costumes : Joan Bridge et Elizabeth Haffenden
- Photographie : Ted Moore
- Montage : Norman Savage
- Musique : Rod McKuen
- Production : Robert Fryer (en) et James Cresson
- Pays de production : Royaume-Uni, États-Unis
- Langue originale : anglais, français, latin, italien
- Format : couleur (DeLuxe) – 35 mm – 1,85:1 – mono (Westrex Recording System)
- Genre : drame
- Durée : 116 minutes
- Dates de sortie :
  - Royaume-Uni : 24 février 1969 (Londres, Royale premiere)
  - États-Unis : 2 mars 1969 (New York)
  - France : 8 janvier 1971
- Affiche : Raymond Elseviers (Belgique)

## Distribution
- Maggie Smith  (VF : Martine Sarcey) : Jean Brodie
- Robert Stephens  (VF : Jean-Claude Michel) : Teddy Lloyd
- Pamela Franklin : Sandy
- Gordon Jackson  (VF : Serge Lhorca) : Gordon Lowther
- Celia Johnson : Miss Mackay
- Diane Grayson : Jenny
- Jane Carr : Mary McGregor
- Shirley Steedman : Monica
- Lavinia Lang : Emily Carstairs
- Antoinette Biggerstaff : Helen McPhee
- Margo Cunningham : Miss Campbell
- Isla Cameron : Miss McKenzie
- Rona Anderson : Miss Lockhart

## Distinctions
Récompenses
- Oscars 1970 : Meilleure actrice pour Maggie Smith

Sélections
- Festival de Cannes 1969 : sélection officielle, en compétition